# 双角丘腹蛛
双角丘腹蛛（学名：Episinus bicoenutus）为球蛛科丘腹蛛属的动物。分布于台湾岛以及中国大陆的浙江等地。该物种的模式产地在台湾。